# Villaverde (Villaviciosa)
Villaverde es una parroquia española del concejo de Villaviciosa, en Asturias. En 2020 contaba con una población de 188 habitantes (INE, 2020).
Está situada a 11 km de la capital del concejo, Villaviciosa. Limita al norte con el mar Cantábrico, al sur con la parroquia de Castiello, al oeste con la de Quintes y al este con la de Careñes.

## Localidades
La parroquia está formada por las siguientes poblaciones:
- El Calderón, casería
- Silva, casería
- Villaverde la Marina (Villaverde), aldea

## Demografía
| Gráfica de evolución demográfica de Villaverde entre 2000 y 2020   |
|                                                                    |
| Población de derecho (2000-2020) según el padrón municipal del INE |

## Patrimonio
- Iglesia de San Pedro.[3]